# Semiconductor de banda ampla

Model de banda directa: banda de valència, banda prohibida i banda de conducció.

Model de banda indirecta

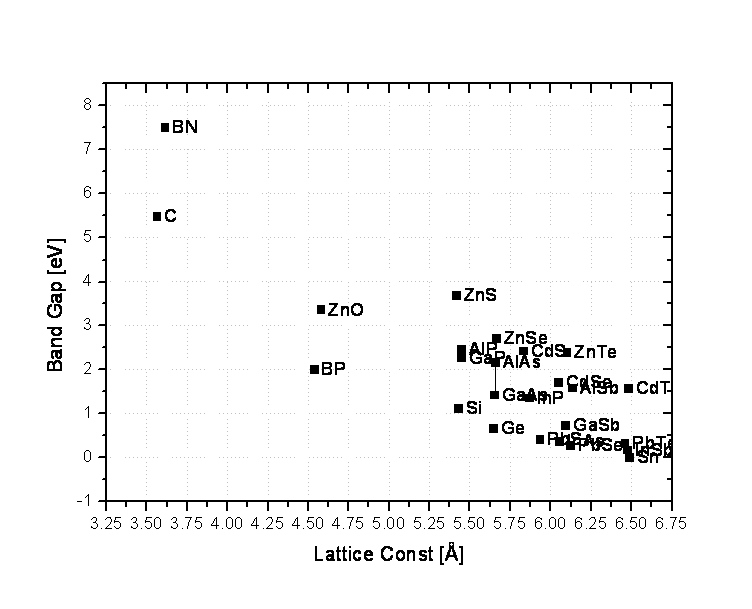
Comparativa entre diferents materials semiconductors

Els semiconductors de banda ampla són materials semiconductors amb una banda prohibida més grossa que en els semiconductors convencionals, que normalment és de l'ordre d'1 a 1,5 electronvolts (eV) mentre que en els de banda ampla es troba per damunt de 2 eV. Generalment, aquest tipus de semiconductors presenten propietats electròniques entre els semiconductors i els aïllants.
Els semiconductors de banda ampla permeten que els dispositius funcionin a tensions, freqüències i temperatures molt més altes que els materials semiconductors convencionals com ho són el silici i l'arsenur de gal·li. Són el component clau utilitzat per fabricar LED o làsers de longitud d'ona curta (verd-UV), i també s'utilitzen en determinades aplicacions de radiofreqüència, sobretot radars militars. Les seves qualitats intrínseques els fan adequats per a una àmplia gamma d'altres aplicacions, i són un dels principals candidats per a dispositius de nova generació per a ús general de semiconductors.
El fet de tenir una banda prohibida més ampla és especialment important per permetre que els dispositius que utilitzen aquests materials funcionin a temperatures molt més altes, de l'ordre de 300 °C. Això els fa molt atractius per a aplicacions militars, on se n'ha fet un ús significatiu. La tolerància a l'alta temperatura també significa que aquests dispositius poden funcionar a nivells de potència molt més alts en condicions normals. A més, la majoria dels materials de banda ampla també tenen una densitat de camp elèctric crítica molt més alta, de l'ordre de deu vegades la dels semiconductors convencionals. Combinades, aquestes propietats els permeten funcionar a voltatges i corrents molt més alts, cosa que els fa molt valuosos en aplicacions militars, de ràdio i de conversió d'energia.
Un exemple de semiconductor de banda convencional és el silici (el més emprat en electrònica):
| Grup | Elem. | Material | Fórmula | Banda (eV) | Tipus de Banda | Camp elèctric | Velocitat electrons | Descripció                                     |
| ---- | ----- | -------- | ------- | ---------- | -------------- | ------------- | ------------------- | ---------------------------------------------- |
| IV   | 1     | Silici   | Si      | 1,12       | indirecte      | 300 KV/cm     | 10M cm/s            | Emprat en tot tipus de components electrònics. |

Seguidament, es mostra una taula amb els principals materials semiconductors de banda ampla:
| Grup        | Elem. | Material          | Fórmula | Banda (eV) | Tipus de Banda | Camp elèctric | Velocitat electrons | Llum emesa   | Descripció                                                                     |
| ----------- | ----- | ----------------- | ------- | ---------- | -------------- | ------------- | ------------------- | ------------ | ------------------------------------------------------------------------------ |
| IV          | 1     | Diamant           | C       | 5.47       | indirecte      |               |                     | Ultraviolada | Excel·lent conductivitat tèrmica i propietats mecàniques i òptiques superiors. |
| IV          | 2     | Carbur de Silici  | SiC     | 2.3-3.3    | indirecte      | 3180 KV/cm    | 25M cm/s            | Blava        | Usat en LEDs blaus i grocs, transistors i diodes.                              |
| III-V       | 2     | Nitrur de Bor     | BN      | 5.96-6.36  | indirecte      |               |                     |              | Útil per a LEDs ultraviolats.                                                  |
| III-V       | 2     | Fosfur d'Alumini  | AlP     | 2.45       | indirecte      |               |                     |              |                                                                                |
| III-V       | 2     | Arsenur d'Alumini | AlAs    | 2.16       | indirecte      |               |                     | Vermella     |                                                                                |
| III-V       | 2     | Nitrur de Gal·li  | GaN     | 3.44       | directe        | 3000 KV/cm    | 20M cm/s            | Verda        | Emprat en LEDs i làsers, transistors                                           |
| III-V       | 2     | Fosfur de Gal·li  | GaP     | 2.26       | indirecte      |               |                     | Verda        | Usat en LEDs de color vermell/taronja/verd de lluminositat mitjana             |
| II-VI       | 2     | Sulfur de Cadmi   | CdS     | 2.42       | directe        |               |                     |              | Emprat en fotoresistències i cèl·lules solars.                                 |
| II-VI, òxid | 2     | Òxid de Zinc      | ZnO     | 3.37       | directe        |               |                     |              | Usat en pantalles LCD i en panells solars.                                     |
| II-VI       | 2     | Selenur de Zinc   | ZnSe    | 2.7        | directe        |               |                     |              | Emprat en LEDs i làsers blaus, també en òptica.                                |
| II-VI       | 2     | Sulfur de Zinc    | ZnS     | 3.54/3.91  | directe        |               |                     | Verda        |                                                                                |
| II-VI       | 2     | Telur de Zinc     | ZnTe    | 2.3        | directe        |               |                     |              | Usat per a aplicacions de molt alta freqüència.                                |
| Òxid        | 2     | Òxid de Coure II  | Cu₂O    | 2.17       |                |               |                     |              | Un dels materials més estuditas, fou emprat en diodes de rectificació.         |
| Òxid        | 2     | Diòxid d'Estany   | SnO₂    | 3.7        |                |               |                     |              | Emprar en sensors de gas i com a conductor transparent.                        |
| Laminat     | 2     | Selenur de Gal·li | GaSe    | 2.1        | indirecte      |               |                     |              | Usat en òptica.                                                                |

Alguns exemples d'aplicacions i els principals fabricants:
| Fabricants | Dispositius                         |
| --- | ----------------------------------- |
| Infineon ST ON Semiconductor ROHM                                                                                         | Transistors, diodes                 |
| EPC transphorm UnitedSiC Wise-Integration Innoscience Texas Instruments Navitas GaN Systems Alpha&Omega GaNPower MaxPower | Transistors                         |
| Marki microwave | Circuits equalitzadors i atenuadors |
| Porotech | Pantalles de micro LED              |